# A Bayou Legend

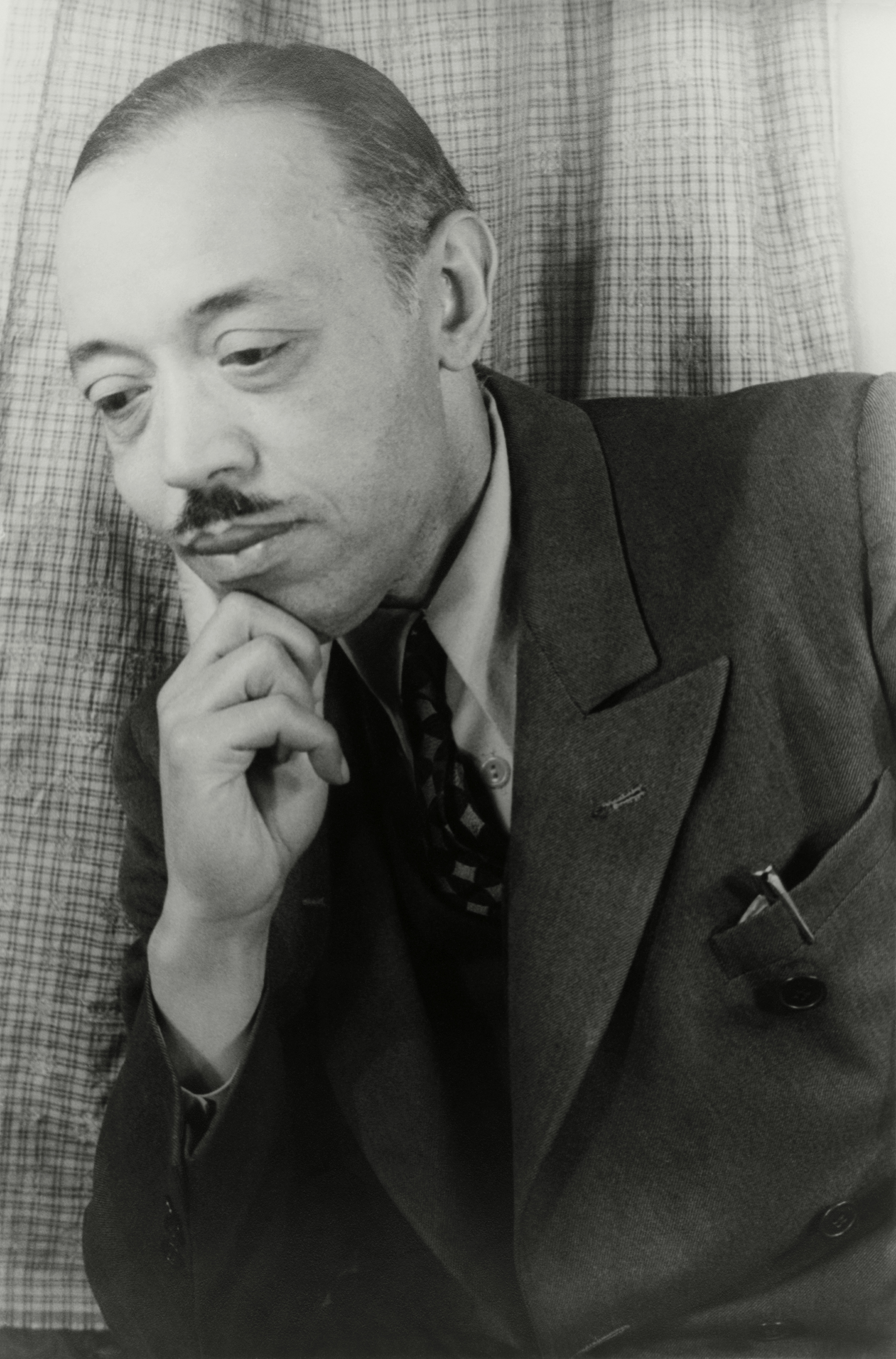
Retrato de William Grant Still.

A Bayou Legend es una ópera con música de William Grant Still (1895–1978) y libreto de su esposa y frecuente colaboradora, Verna Arvey (1910–1987). A Bayou Legend se compuso en 1941, pero no se representó profesionalmente hasta el año 1974 cuando Opera/South en Jackson (Misisipí) presentó su estreno mundial, 33 años después de su creación.

## Historia de las representaciones
Después de estrenarse en 1974, la compañía repuso la ópera en 1976. La ópera fue representada también en 1976 en su estreno en la costa Oeste en East Los Angeles City College con un reparto profesional en su mayor parte afroamericano, incluyendo a Delcina Stevenson, dirigida por el difunto Calvin Simmons y Gary Fisher y diseños de Donald McAfee. Esta producción trasladó el período de la ópera a los años veinte. Verna Avery acudió a la producción en Los Ángeles y recibió una placa en honor de su esposo comentando que esta producción encarna totalmente el espíritu de la obra de su esposo.Daniel Carriaga hizo la crítica de la ópera para "Los Angeles Times" y "Metropolitan Opera News" como una "obra maestra teatral y lírica". 
La compañía, en 1979, colaboró con la Autoridad de Televisión Educativa de Misisipí para crear una versión fílmica para televisión. Sin embargo, problemas de posproducción retrasaron su retransmisión hasta el 15 de junio de 1981. Esto marcó la primera vez que una ópera compuesta por un afroamericano fue retransmitida en televisión.
La crítica del New York Times para la producción televisiva alabó la ópera como "simple pero efectiva" y describió el reparto como "excepcionalmente atractivo y con talento." La producción también recibió una nominación a los Emmy por Logro destacado en dirección de iluminación. Hasta la fecha, la producción televisada no ha sido lanzada en deuvedé.

## Sinopsis
Ambientada en un pueblo criollo del siglo XIX en el delta del Misisipí, la ópera se centra en la venganza mortal que la bella pero perversa Clothilde inflige a Bazile, un guapo joven que no le corresponde sus expresiones de cariño. Cuando Clothilde descubre que Bazile se ha comunicado con Aurore, un espíritu que manifiesta ser la amante de Bazile desde hace tiempo, Clothilde amenaza con hacer que arresten a Bazile por violar las costumbres religiosas locales. Cuando Bazile sigue rechazando casarse con Clothilde, ella hace que unturba lo linche. En la agonía de la muerte, sin embargo, el alma de Bazile se reúne con Aurore; Clothilde pasa el resto de su vida como una reclusa amargada.